# سیارک ۴۲۰۱
سیارک ۴۲۰۱ (به انگلیسی: 4201 Orosz، نامگذاری:1984JA1) چهار هزار و دویست و یکمین سیارک کشف شده‌است که در ۳ مه ۱۹۸۴ کشف شد.
قدر مطلق سیارک برابر ۱۱٫۱۰ است.